# MASQUERADE (聖飢魔IIの曲)
「MASQUERADE」（マスカレード）は、日本のヘヴィメタルバンド・聖飢魔IIの小教典曲（シングル）。B.D.1年（1998年）7月3日に発布された。作詞・作曲はルーク篁、編曲はジョー・リノイエ、鈴川真樹、聖飢魔II。

## 収録曲
1. MASQUERADE
2. TIME STALKER
3. MASQUERADE(オリジナル・カラオケ)